# Pablo Fernández Albaladejo
Pablo Fernández Albaladejo (Alhucemas, 1946) es un historiador español que creció en el barrio de Gros en San Sebastián. Es discípulo de Miguel Artola y catedrático de Historia Moderna de la Universidad Autónoma de Madrid. En 2010 recibió el Premio Nacional de Historia de España por su obra La crisis de la monarquía.
Formado en la Universidad de Salamanca, formó parte del primer plantel de profesores del Departamento de Historia de la Universidad Autónoma de Madrid en 1968. Allí defendió su tesis en 1974 sobre la crisis del Antiguo Régimen en Guipúzcoa, que constituyó uno de los mejores ejemplos de la historiografía de la Escuela de los Annales que se dio en España. A esta etapa de su trayectoria intelectual la rememoró en un artículo con la expresión: "Yo también estuve en Arcadia". Coincidiendo con la crisis de esta escuela, viró su perspectiva desde finales de los años setenta hacia la historia constitucional, con una creciente influencia de la historia conceptual alemana, la historia meridional del Derecho —impulsada por Bartolomé Clavero, Antonio Manuel Hespanha y Paolo Grossi—  y la historia intelectual de Cambridge, más con Pocock que con Skinner. Su fruto más acabado en ese sentido constituyeron sus Fragmentos de Monarquía, obra publicada en 1992 que significativamente se subtitulaba: "Trabajos de historia política". Este trabajo, además, sería el emblema que resumiría dos de sus contribuciones más características de amplia difusión desde entonces: la opción de "desembarazarse" del Estado como realidad política previa al liberalismo al estudiar la modernidad europea y la conceptualización peculiar, resumida en el sintagma "Monarquía Católica", del artefacto político, constitucional y cultural que se fue construyendo a partir del matrimonio en 1469 de la princesa Isabel de Trástamara, y su primo Fernando entonces, rey de Sicilia, y de su posterior coronación respectiva como reyes de Castilla y Aragón.
Desde entonces su investigación se ha centrado principalmente en la historia política y constitucional del Antiguo Régimen, aunque desde mediados de los años noventa prima como objeto de estudio lo textual, a lo institucional. En su cátedra se  ha ocupado específicamente de las relaciones entre historiografía e identidad en la España moderna. Últimamente presta un interés creciente a la dimensión extraeuropea de la monarquía y sus posibilidades e imposibilidades de imperialización a partir de mediados del siglo XVII. 
Además de las ya citadas, entre sus obras se encuentran la edición del volumen colectivo Fénix de España. Modernidad y cultura propia en la España del siglo XVIII (1737-1766) (2006), y los libros Materia de España. Cultura política e identidad en la España Moderna (2007) o La crisis de la monarquía (2009), en la que analiza el siglo XVII español como un tiempo de crisis, de estancamiento en términos materiales y humanos y de punto muerto político, aunque no de decadencia. 
Julio A. Pardos, Julián Viejo y Txema Portillo son algunos de sus discípulos, que editaron el homenaje que recibió en la Autónoma de Madrid con motivo de su jubilación. En esa ocasión celebratoria también se presentó un recopilación de sus trabajos historiográficos (Restigios. Ensayos de historiografía) donde, además de plasmarse su recorrido intelectual, se hacía evidente su peculiar atención a la discusión historiográfica, a menudo pionera en el paisaje académico español. En consonancia con esto, desempeñó junto a Julio Pardos la tarea de coordinar la sección de Historia de la influyente Revista de Libros desde sus inicios, así como integra el Consejo Editorial de la sección de Historia de Marcial Pons desde su fundación. 